# Cristòfol Soler
Cristòfol Soler Cladera (ur. 26 grudnia 1956 w m. Inca) – hiszpański polityk i prawnik, działacz Partii Ludowej, od 1991 do 1995 przewodniczący regionalnego parlamentu, a w latach 1995–1996 prezydent Balearów.

## Życiorys
Absolwent ekonomii, którą studiował w Alicante, a także prawa na Uniwersytecie Balearów. Pracował jako menedżer, podjął praktykę w zawodzie prawnika. Był członkiem zarządu organizacji gospodarczej Confederación de Asociaciones Empresariales de Baleares. Działacz Demokratycznej Partii Ludowej i jej przewodniczący na Balearach od 1982. W 1983 został posłem do regionalnego parlamentu, a następnie członkiem rządu Gabriela Cañellasa odpowiedzialnym za gospodarkę i finanse. Nie znalazł się w jego kolejnym gabinecie z 1987 i przez kilka lat nie pełnił wyższych funkcji publicznych ani partyjnych. Powrócił potem do działalności politycznej w ramach Partii Ludowej. W 1991 i 1995 wybierany ponownie do regionalnego parlamentu, powierzano mu funkcję przewodniczącego tego gremium. W lipcu 1995 przeszedł na stanowisko prezydenta regionu, gdy Gabriel Cañellas został zmuszony do ustąpienia. Sam jednak utracił wkrótce poparcie partii, kończąc urzędowanie w czerwcu 1996.
W latach 1997–1999 pełnił funkcję dyrektora instytucji Centre Balears Europa. Od 1999 był sekretarzem technicznym organizacji IMEDOC, zrzeszającej wyspy zachodniej części Morza Śródziemnego. W 2014 zrezygnował z członkostwa w Partii Ludowej.